# Цоличи (Њамц)
Цоличи (рум. Țolici) насеље је у Румунији у округу Њамц у општини Петрикани. Oпштина се налази на надморској висини од 340 m.

## Становништво
Према подацима из 2002. године у насељу је живело 1584 становника, од којих су сви румунске националности.